# Musik i Georgien
Georgisk musik, karakteriseras av flerstämmighet, så kallad polyfoni, och ackompanjeras av en ständigt klingande baston som kallas bordunton. Många anser att det inte främst är melodierna som är det bärande elementet i den georgiska polyfona musiken utan harmonierna som skapas av de många stämmorna. Georgisk folkmusik är fortfarande en levande kultur i Georgien, sida vid sida med samtida pop och rock.
Det finns många historiska källor som talar om den georgiska polyfona musiken. Redan den grekiska historiken Xenophon 427-355 f.Kr beskriver att den sekulariserade musiken, speciellt krigs- och danssånger var mycket populära bland de georgiska klanerna.

## Östgeorgisk och västgeorgisk tradition
Grunden för georgisk musik är ofta tre stämmor, en bordunton och två överstämmor, där man främst kan höra dissonanta intervaller mellan de båda överstämmorna. 
Man kan urskilja två olika traditioner i östra och västra Georgien där musiken i öst är mer melodisk och det vanliga är att två solister väver samman sina båda stämmor till körens varierande borduntoner. I västra Georgien är musiken än mer polyfonisk med minst tre eller fyra stämmor och den saknar den melodiska västerländska harmoniseringen. 

## Georgisk manskör
Främst är den georgiska manskörstraditionen välkänd genom att vara världens äldsta, fortfarande aktiva, flerstämmiga sångtradition och den anses vara över 1000 år gammal. Inom denna tradition sjunger man arbetssånger, vaggvisor, skördesånger, arbetssånger, festsånger, ryttarsånger och kärleksserenader. En typisk festsång är Mravalzjamier vilket betyder ungefär århundraden av lycka till dig. Det förekommer också sakrala sånger inom den ortodoxa kyrkan. Ibland "tävlar" två körer mot varandra där de, lite som en katt- och råttalek, följer och härmar varandra och försöker överrösta eller övertrumfa varandra.
I Sverige är det inte ovanligt att förstagångslyssnaren associerar georgisk manskör med sångerna som sjöngs av rövarna i filmen Ronja Rövardotter.
De mest namnkunniga manskörerna i Georgien är Ensemble Tbilisi, Ensemble Georgika och Ensamble Rustavi. Körerna består traditionellt av män, men det finns också körer med kvinnor. Det är än ovanligare med körer med både män och kvinnor. Ett exempel är dock Ensamble Zedashe som finns i Sighnaghi, Kachetien.
I Göteborg finns Ensemble Doluri som är den enda svenska kör som specialiserat sig på georgisk manskör.

## Krimanchuli
Krimanchuli är en slags joddling i ett extremt högt register. Denna sångtradition är extremt krävande, vilket ger de skickligaste krimanchulisångarna ett mycket gott anseende i Georgien och de anses också vara mycket manliga. Det anordnas regelrätta uppvisningstävlingar i krimanchuli där sångarna försöker övertrumfa varandra i vokala svårigheter.